# Ha'afuasia
Ha'afuasia est une localité française qui n'a pas le statut de commune mais le statut de village de Wallis-et-Futuna, dans le district de Hahake, sur la côte est de l'île de Wallis.

## Urbanisme

### Hameaux, lieux-dits et écarts
À Wallis, les villages sont divisés en plusieurs sections (des « classes », kalasi) qui se complètent ou se relaient dans toutes les entreprises collectives et pour l’organisation des cérémonies. Parmi ces kalasi se trouvent des zones résidentielles nommées api.

#### Api
Akaho, Atuafuhia, Fagasā, Faga'uta, Fakahikumata, Falealupo, Faleloa, Faleloto, Falevai, Finefo'ou, Fugasia, Fukatoa, Ha'atea, Ha'atogitu'u, Haehaula, Hauafu, Hikuniu, Hovale, Lagitu'avalu, Lahiāfai, Lalau, Laloniu, Lo'atekiu, Lofaga, Loto'a, Lūloa, Makeke, Malaetapilu, Malumei, Mataga, Matapahau, Matatufu, Matoto, Nautūtū, Niutaō, Niuvalu, Nukumalolo, Nukuta'akimoa, Ogo'ogomai, Olovēhi, Pakuku, Sinisafe, Tafahi, Talatau, Talivā'i, Tefao, Te Moli, Teniu, Tetava, Tetoi, Toga'alelo, Tukuatu, Tukutakele, Utuloko, Vailupe, Vaipoa, Vaivela et Vaonui.

## Toponymie
Ha'afuasia est une résidence construite par le chef tongien et premier roi d'Uvea Tauloko, au sein d'un fort en terre. Elle était auparavant nommée Ha'afugasia, ce qui signifie en wallisien « l'ensemble élevé de Sia ».

## Politique et administration

### Liste des chefs de village (hoko)
| Période                                  | Période  | Identité           | Étiquette | Qualité     |
| ---------------------------------------- | -------- | ------------------ | --------- | ----------- |
| Les données manquantes sont à compléter. |          |                    |           |             |
| ?                                        | 1953     | Tomasi Kulimoetoke |           | Agriculteur |
| Les données manquantes sont à compléter. |          |                    |           |             |
| ?                                        | 2003     | Sosefo Tuipulotu   |           |             |
| 2003                                     | 2024     | Atonio Taputai     |           |             |
| 2024                                     | En cours | Soakimi Tuipulotu  |           |             |

## Population et société

### Démographie
Le village de Ha'afuasia compte 299 habitants en 2018.

## Culture locale et patrimoine

### Personnalités liées à la commune
- Sosefo Mautamakia Ier (1853-1933), roi d'Uvea, né à Ha'afuasia.
- Tomasi Kulimoetoke II (1918-2007), roi d'Uvea, né à Ha'afuasia.